# De Correspondent
De Correspondent is een online journalistiek platform gevestigd in Amsterdam. Hoofdredacteur is Rob Wijnberg. Adjunct-hoofdredacteuren zijn Rosan Smits en Maaike Goslinga. 
De Correspondent maakt onafhankelijke achtergrond- en onderzoeksjournalistiek. Het platform wordt  gefinancierd door leden en is advertentievrij. De lezer kan desgewenst gedurende een aantal maanden een specifieke correspondent volgen in een lopend onderzoek of project, en daardoor betrokken worden in en bij de ontwikkelingen. Alleen leden kunnen de bijdragen lezen en daarop reageren, maar zij kunnen wel niet-leden uitnodigen om een specifiek artikel in te zien.

## Geschiedenis
De Correspondent werd opgericht door Rob Wijnberg,  Harald Dunnink, Sebastian Kersten en Ernst-Jan Pfauth, en is met crowdfunding tot stand gekomen. Het initiatief werd op 18 maart 2013 gelanceerd in het televisieprogramma De Wereld Draait Door. Wijnberg stelde toen dat het plan zou doorgaan als 15.000 mensen bereid zouden zijn om 60 euro in te leggen. Dat doel werd gehaald en op 30 september 2013 ging het project van start.
De aanvankelijke samenwerking met het tijdschrift De Groene Amsterdammer, die onder andere het beperkt uitwisselen van artikelen behelsde, werd na een halfjaar beëindigd. In september 2014 had De Correspondent 34.000 leden, 40.000 begin 2016 en 50.000 begin 2017, en in september 2018 meer dan 60.000.
Sinds eind 2014 geeft het online platform ook boeken uit.

### Internationale ambities
In november 2018 werd een succesvolle crowdfunding gestart om The Correspondent als Engelstalige spin-off te lanceren. Na een campagne, die 1,8 miljoen dollar kostte, haalde de crowdfunding 2,6 miljoen dollar op. De internationale redactie van vier personen verhuisde echter al snel terug van New York naar Amsterdam. Na kritiek hierop verklaarde de hoofdredactie: "We hebben het verpest." Na een jaar stopte om financiële reden The Correspondent in januari 2021.

## Medewerkers
Bekende medewerkers van De Correspondent:
- Lex Bohlmeijer
- Marc Chavannes
- Rutger Bregman
- Jesse Frederik
- Arnon Grunberg
- Femke Halsema
- Rosanne Hertzberger
- Valentijn de Hingh
- Bregje Hofstede
- Joris Luyendijk
- David Van Reybrouck
- Dimitri Tokmetzis
- Arjen van Veelen

## Ontvangst
Het platform kreeg waardering om de vernieuwende vormgeving en de uitvoerigheid van de bijdragen. Er was ook de kritiek dat het team schrijvers afkomstig is uit de gevestigde elite van witte, hoogopgeleide, randstedelijke, kosmopolitische mannen. Een reactie van het platform op deze kritiek was om actief te zoeken naar verbreding van de redactie.